# Antennopsis
Antennopsis är ett släkte av svampar. Antennopsis ingår i divisionen sporsäcksvampar och riket svampar.